# Taiye Selasi
Taiye Selasi (Londra, 2 novembre 1979) è una scrittrice e fotografa britannica di origine ghanese e nigeriana.

## Biografia
Nata a Londra, ma cresciuta a Boston (Massachusetts) in una famiglia di accademici. Ha una sorella gemella di nome Yetsa. La madre è una pediatra nigeriana nativa yoruba, rinomata per la sua difesa dei diritti dei bambini africani, mentre il padre è un chirurgo ghanese di etnia ewe. Il padre lasciò la famiglia quando lei e la sorella erano piccole per trasferirsi in Arabia Saudita. Si rincontrarono solo quando Taiye compì dodici anni. Taiye è un'abbreviazione di Taiyewo, che in lingua Yoruba significa "vedere e assaggiare il mondo" ed è riferito ad un mito Yoruba sui gemelli (ibeji), secondo cui il primo nato è in realtà il più giovane, e viene mandato dall'altro, il più saggio, ad esplorare il mondo, in ricognizione. Il cognome, Selasi, in lingua ewe significa "Dio ha ascoltato".
Taiye Selasi si è laureata summa cum laude presso l'Università di Yale, per poi continuare gli studi in Inghilterra studiando relazioni internazionali all'Università di Oxford. Ha inoltre seguito un laboratorio di sceneggiatura alla Columbia University. 

### Carriera
Nel 2005 sulla rivista The LIP Magazine viene pubblicato Bye-Bye, Babar, un racconto seminale della Selasi incentrato sugli Afropolitan. Il termine, coniato da lei stessa, sta ad indicare le generazioni di giovani e colti africani nati e cresciuti in Europa e Stati Uniti d'America.
Ancora prima di pubblicare il suo primo romanzo, la Selasi ha attirato l'attenzione e l'ammirazione di illustri colleghi, come Salman Rushdie e Toni Morrison. Sulla rivista Granta vengono pubblicati i racconti non-fiction The Sex Lives of African Girls e Driver, e viene inserita dalla rivista nella lista dei migliori giovani scrittori britannici.
Nel 2013 viene pubblicato il suo primo romanzo Ghana Must Go , edito in Italia da Einaudi con il titolo La bellezza delle cose fragili. Ha curato il documentario in sei parti 2030 Six, incentrato sui ventenni africani, e ha scritto tre sceneggiature, una con la scrittrice italiana Chiara Barzini.
Dal novembre 2013, assieme agli scrittori Andrea De Carlo e Giancarlo De Cataldo, è giudice del talent show di Rai Tre Masterpiece, primo talent show letterario al mondo, che permetterà al vincitore di pubblicare il suo primo romanzo con Bompiani.

## Opere

### Romanzi
- La bellezza delle cose fragili, collana Supercoralli, traduzione di Federica Aceto, Einaudi, 3 settembre 2013, ISBN 978-8806208028.

### Racconti in lingua originale
- (EN) Taiye Selasi, Bye-Bye, Babar, in Lip Magazine, Carlton, Media Issue Editorial, 3 marzo 2005. URL consultato il 01/05/2017.

- (EN) Taiye Selasi, The Sex Lives of African Girls, in Granta, Londra, Sigrid Rausing, 19 maggio 2011. URL consultato il 01/05/2017.

- (EN) Taiye Selasi, Driver, in Granta, Londra, Sigrid Rausing, 16 aprile 2013. URL consultato il 01/05/2017.

### Libri in lingua originale
- (EN) Taiye Selasi, Ghana Must Go, Penguin Press, 2 gennaio 2014, ISBN 978-0241968871.